# La tregua (Primo Levi)
La tregua (dt. unter dem Titel (Die) Atempause) ist ein Werk von Primo Levi (1919–1987), das seine Erfahrungen auf der Rückreise nach Italien nach seinem Aufenthalt im Konzentrationslager Auschwitz schildert. 
Die autobiographische Erzählung wurde 1963 bei Einaudi veröffentlicht und im selben Jahr mit dem Premio Campiello ausgezeichnet. 

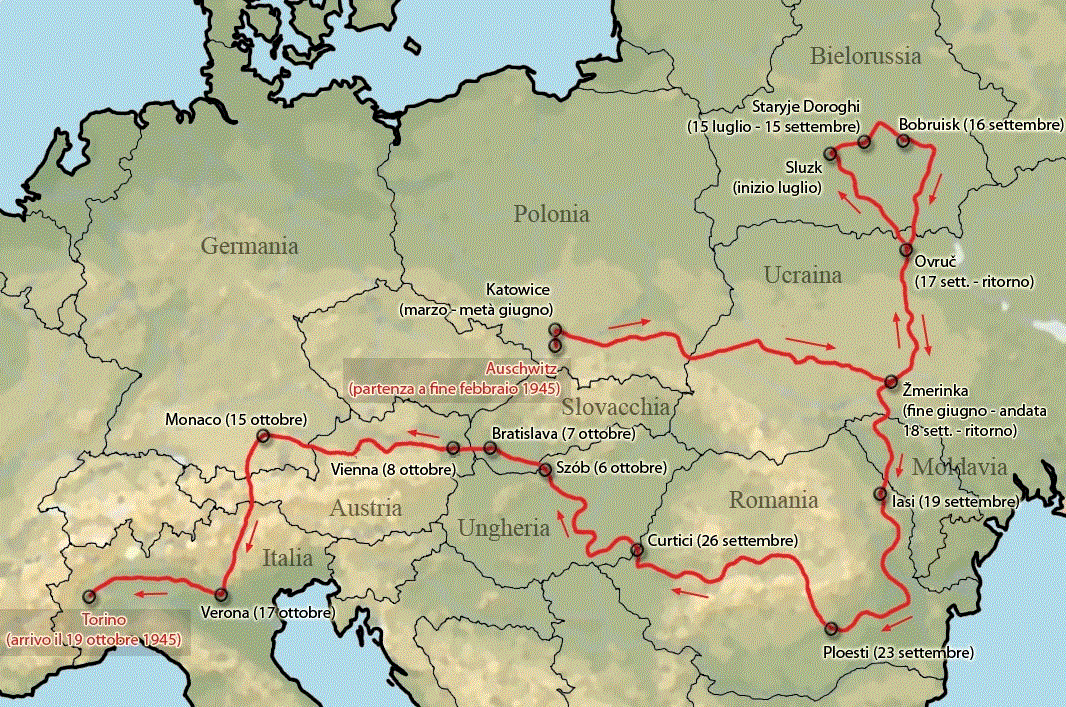
Die Route, die Primo Levi zwischen Januar und Oktober 1945 hauptsächlich mit dem Zug von Auschwitz nach Turin zurückgelegt hat. Die dargestellten Grenzen sind die derzeit gültigen

Nach dem 27. Januar 1945, dem Tag der Befreiung aus dem Albtraum, begann für die Überlebenden die abenteuerliche Heimreise von Auschwitz nach Turin: eine neunmonatige Odyssee zurück ins Leben.
La tregua kann als Fortsetzung von Ist das ein Mensch? (Se questo è un uomo; 1947) gesehen werden, in dem Levi das Leben im Lager bis zur Befreiung durch russische Truppen geschildert hatte. Zusammen mit dem späteren Werk I sommersi e i salvati (Die Untergegangenen und die Geretteten) vervollständigt es die Trilogie, in der der italienische Autor über die Schrecken der Nazi-Häftlinge berichtet.
Primo Levi starb durch einen Sturz im eigenen Treppenhaus, der ein Suizid sein kann, aber auch ein Unfall unter Medikamenteneinfluss. Eine abschließende Klärung ist nicht möglich. Oft wird von Suizid ausgegangen.
1997 drehte Francesco Rosi den gleichnamigen Film mit John Turturro und Rade Šerbedžija in den Hauptrollen, der von Levis Buch inspiriert wurde.